# Roberto Spano
Roberto Spano (La Spezia, 29 maggio 1935) è un politico italiano.
Spezzino di nascita, ingegnere ed esponente del PSI lombardiano, è stato senatore della Repubblica, eletto in Veneto per due legislature dall'VIII alla IX legislatura e vicesegretario del Nuovo PSI nel 2001.